# Appias pandione
Appias pandione is een vlindersoort uit de familie van de Pieridae (witjes), onderfamilie Pierinae. Appias pandione werd in 1832 beschreven door Geyer.

## Kenmerken
De vlinder heeft een spanwijdte van 5,5 tot 8 centimeter.

## Verspreiding en leefgebied
De soort komt voor van India tot Indonesië en vliegt op hoogtes tot 2000 meter boven zeeniveau.